# 和田 (菊川市)
和田（わだ）は静岡県菊川市の大字。

## 地理
菊川市の北部、河城地区の南西部に位置する。東で沢水加、西で半済及び本所、南で牛渕、北で吉沢と接する。

### 河川
- 菊川
- 沢水加川

### 字一覧
90以上の字がある（2018年（平成30年）10月16日現在）。
- 戸尻（とじり）
- 谷田部段（やたべだん）
- 奥屋敷（おくやしき）
- 元屋敷（もとやしき）
- 屋敷前（やしきまえ）
- 松崎（まつざき）
- 操下（くくりした）
- 松下（まつした）
- 寺下（てらした）
- 原下（はらした）
- 深田（ふかだ）
- カジ田（かじた）
- 清水（しみず）
- 向山（むかいやま）
- 古道下（ふるみちした）
- 西原（にしはら）
- 大水口（おおみずぐち）
- 鳥居田（とりいだ）
- 道楽（どうらく）
- 池下（いけした）
- 寺前（てらまえ）
- 向段（むかいだん）
- 寺中前（てらなかまえ）
- 寺ノ裏（でらのうら）
- 弥市下（やいちした）
- 川原（かわはら）
- 屋敷西（やしきにし）
- 仲蔵前（なかぞうまえ）
- 施餓鬼田（せがきだ）
- 大屋敷（おおやしき）
- 焼山（やけやま）
- 森下（もりした）
- 高畑ケ（たかはたけ）
- 欠田（かけだ）
- 原段（はらだん）
- コズ廻り（こずまわり）
- 藤八（とうはち）
- 天神前（てんじんまえ）
- 紺屋畑（こんやはた）
- 勘兵衛裏（かんべえうら）
- 仲畑ケ（なかはたけ）
- 大畑ケ（おおはたけ）
- 又海戸（またかいと）
- 佐太夫（さだゆう）
- 蔵屋敷（くらやしき）
- 堂ノ前（どうのまえ）
- 徳兵衛（とくべえ）
- 屋敷裏（やしきうら）
- 下ノ屋敷（しものやしき）
- 屋敷東（やしきひがし）
- 竹蔵裏（たけぞううら）
- 伊八前（いはちまえ）
- 富蔵裏（とみぞううら）
- 鉄キ田（てつきだ）
- 四郎兵衛（しろうべえ）
- 胡麻田（ごまだ）
- 天白（てんぱく）
- 松山（まつやま）
- 善内前（ぜんうちまえ）
- クヌキ田（くぬきだ）
- 文治ケ谷（ぶんじがや）
- 小原（こばら）
- 高山（たかやま）
- 市兵衛（いちべえ）
- 勘六（かんろく）
- 上原（うえのはら）
- 下ノ原（しものはら）
- 池ノ谷（いけのや）
- 谷之坂上（たにのさかかみ）
- 梅沢口（うめざわぐち）
- 楠谷（くすのきだに）
- 中池下（なかいけした）
- 池西（いけのにし）
- 梅沢上（うめざわかみ）
- 中池南（なかいけみなみ）
- 奥池下（おくいけした）
- 半七谷（はんひちがや）
- 小谷沢上（こたにざわかみ）
- 小谷沢（こたにざわ）
- 布巾谷（ふきんだに）
- 東山田（ひがしやまだ）
- 膳棚（ぜんだな）
- 神田（かんだ）
- 宇藤上（うとうかみ）
- 宇藤（うとう）
- 古道（ふるみち）
- コズマリ
- 弁助東（べんすけひがし）
- 梅沢（うめざわ）
- 成就ケ谷（じょうずがや）
- 掛田（かけだ）
- 市兵衛原（いちべえばら）
- 横杭（よこくい）
- 坂下（さかした）

## 歴史

### 沿革
- 1889年（明治22年）4月1日 - 町村制の施行により、城東郡和田村が周辺の村と合併し、城東郡河城村となる[WEB 7]。旧村名は河城村の大字として残る[WEB 8]。
- 1896年（明治29年）4月1日 - 郡制の施行により所属郡が小笠郡に変更。
- 1955年（昭和30年）3月31日 – 河城村が 菊川町に編入される。
- 2005年（平成17年）1月17日 – 菊川町が小笠町と新設合併を行い、菊川市となる。

## 施設
- 和田公園

## 交通

### バス
- 菊川市コミュニティバス
  - 沢水加コース：（菊川市立総合病院 方面 - ）和田公民館前 - 原段（ - 六本松集会所 方面）
  - 倉沢・富田コース：（菊川市立総合病院 方面 - ）和田公民館前（ - 富田（落合商店）方面）

### 道路
- 静岡県道79号吉田大東線
- 静岡県道235号菊川榛原線

## その他

### 学区
小学校・中学校の学区は以下の通りである。
| 番・番地等 | 小学校             | 中学校               |
| ---------- | ------------------ | -------------------- |
| 全域       | 菊川市立河城小学校 | 菊川市立菊川東中学校 |

### 警察
警察の管轄区域は以下の通りである。
| 番・番地等 | 警察署     | 交番・駐在所 |
| ---------- | ---------- | ------------ |
| 全域       | 菊川警察署 | 菊川駅前交番 |

### WEB
1. ↑  “h02_22.csv”.   総務省 (2022年2月10日). 2025年7月16日閲覧。
2. ↑  “静岡県菊川市 (22224)”.   人文学オープンデータ共同利用センター. 2025年7月16日閲覧。
3. ↑  “静岡県 菊川市 和田の郵便番号 - 日本郵便”.   日本郵便. 2025年7月16日閲覧。
4. ↑  “市外局番の一覧”.   総務省 (2022年3月1日). 2025年7月16日閲覧。
5. ↑  “事業所案内及び管轄地域（事務所3件、分室3件）”.   一般社団法人静岡県自動車会議所. 2025年7月16日閲覧。
6. ↑  “菊川市小字一覧 - 静岡県オープンデータ”.   静岡県 (2018年10月16日). 2025年7月16日閲覧。
7. ↑  “historyofcities.pdf”.   静岡県総務部合併推進室・財団法人静岡県市町村振興協会. 2025年7月16日閲覧。
8. ↑  “解説ページ”.   株式会社エア. 2025年7月16日閲覧。
9. ↑  “菊川市／通学区域一覧”.   菊川市 (2024年4月1日). 2025年7月16日閲覧。
10. ↑  “交番駐在所一覧表｜静岡県警察”.   静岡県警察 (2023年6月12日). 2025年7月16日閲覧。